# Лукаш Тимінський
Лукаш Тимінський (пол. Łukasz Tymiński, нар. 8 листопада 1990, Живець, Польща) - польський футболіст, півзахисник футбольної команди «Гурник» з міста Ленчна.
У липні 2011-о року уклав угоду у відтин часу в чотири року з білостоцькою «Ягеллонією».